# Santa Rita Durão
José de Santa Rita Durão (1722–1784) – brazylijski poeta i mówca. Uważany jest za pioniera indianizmu w literaturze brazylijskiej. Należał do zakonu augustianów.

## Życiorys
José de Santa Rita urodził się w Marianie, na terenie dzisiejszego stanu Minas Gerais w Brazylii. Przez dziesięć lat studiował w kolegium jezuickim w Rio de Janeiro. Rok po ukończeniu szkoły wyjechał do Portugalii, gdzie przyjął święcenia kapłańskie i wstąpił do zakonu augustianów. Na uniwersytecie w Coimbrze ukończył studia z zakresu filozofii i teologii, którą później wykładał na tej samej uczelni.
Podczas rządów markiza Pombal w Portugalii, Durão wyjechał do Hiszpanii, gdzie uznano go za szpiega i aresztowano. Po opuszczeniu więzienia wyjechał do Rzymu, gdzie pracował jako bibliotekarz przez 20 lat. Po zakończeniu rządów markiza Pombal, Durão wrócił do Portugalii i powrócił do pracy na uniwersytecie, gdzie wygłosił mowę na rozpoczęcie roku 1777. Wkrótce potem odszedł na emeryturę i zamieszkał w jednym z augustiańskich klasztorów.
Podczas pobytu w klasztorze napisał swoje jedyne zachowane dzieło – epos Caramuru. Fabuła eposu była wzorowana na życiorysie portugalskiego żeglarza Diogo Álvaresa Correi, znanego jako Caramuru (co w języku Indian Guarani oznacza syn pioruna). Zdaniem dzisiejszych badaczy duży wpływ na Caramuru miała twórczość innego portugalskiego pisarza, Luisa de Camoesa. Dzieło ukazało się drukiem w 1781 roku Caramuru nie doczekało się pozytywnych recenzji ze strony ówczesnych uczonych, a sam Durão zniszczył wszystkie swoje prace. Santa Rita Durão zmarł w Lizbonie w 1784.